# マラキ

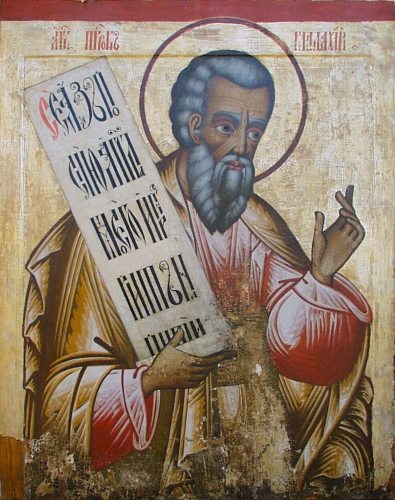
マラキ

マラキは、旧約聖書のマラキ書を著した、北イスラエル王国の預言者。
祭司達への裁きの宣告と、民衆に向けての神を恐れる者達に有る報い（マラキ書 3章16節〜18節）、そして予言者エリヤの再来とされる人物の出現（マラキ書 4章5節）とを預言した。この内後者は、新約聖書の中では洗礼者ヨハネのイエス・キリストに対する関係を預言したと解釈されている。